# Li Xiaoqin
Li Xiaoqin (李曉勤T, 李晓勤S, Lǐ XiǎoqínP; Canton, 7 dicembre 1961) è un'ex cestista cinese.

## Carriera
Con la Cina ha disputato due edizioni dei Giochi olimpici (Los Angeles 1984, Seul 1988).